# Episodi di The Cleaning Lady (terza stagione)
La terza stagione della serie televisiva The Cleaning Lady, composta da 12 episodi, è stata trasmessa in prima visione assoluta negli Stati Uniti d'America da Fox dal 5 marzo al 21 maggio 2024.
In Italia la stagione viene trasmessa in prima visione, al mattino, da 20 dal 3 al 10 gennaio 2025.
| nº | Titolo originale            | Titolo italiano            | Prima TV USA   | Prima TV Italia |
| -- | --------------------------- | -------------------------- | -------------- | --------------- |
| 1  | Arman                       | Arman                      | 5 marzo 2024   | 3 gennaio 2025  |
| 2  | For My Son                  | Per mio figlio             | 12 marzo 2024  | 3 gennaio 2025  |
| 3  | El Camino del Diablo        | Il cammino del diavolo     | 19 marzo 2024  | 6 gennaio 2025  |
| 4  | Agua, Fuego, Tierra, Viento | Acqua, fuoco, terra, vento | 26 marzo 2024  | 6 gennaio 2025  |
| 5  | All of Me                   | Tutta me stessa            | 2 aprile 2024  | 7 gennaio 2025  |
| 6  | El Reloj                    | L'orologio                 | 9 aprile 2024  | 7 gennaio 2025  |
| 7  | Velorio                     | La veglia                  | 16 aprile 2024 | 8 gennaio 2025  |
| 8  | Know Thy Enemy              | Conosci il tuo nemico      | 30 aprile 2024 | 8 gennaio 2025  |
| 9  | From the Ashes              | Dalle ceneri               | 7 maggio 2024  | 9 gennaio 2025  |
| 10 | Smoke and Mirrors           | Fumo e specchi             | 14 maggio 2024 | 9 gennaio 2025  |
| 11 | Fight or Flight             | Combattere o scappare      | 21 maggio 2024 | 10 gennaio 2025 |
| 12 | House of Cards              | Castello di carte          | 21 maggio 2024 | 10 gennaio 2025 |